# テックスペック
テックスペック(英: Tech specs:Technical specifications)とは、トランスフォーマーシリーズの玩具に付属する設定資料である。主に、付属のカードやパッケージに書かれている。

## 概要
玩具を主軸として物語の世界観が形成されているトランスフォーマーシリーズにおいて、アニメやコミックの原案とも位置づけられる情報である。
トランスフォーマーのキャラクターの中には、アニメ、コミックなどのメディア作品に登場しない玩具オリジナルの者もおり、またストーリーそのものが玩具展開のみのシリーズも存在する。そのため、その玩具で遊ぶ際、そのキャラクターがどのような能力を持ち、どのような性格をしているのかを知ることで、さらに深い楽しみ方が出来るようになっているだけでなく、世界観を表現する媒体の一つとしてもはたらく。
メディア作品に登場するキャラクターであっても、初代メガトロンの場合、劇中では宇宙の覇者を目指していたが、テックスペックの座右の銘には「圧制を通じての平和を(Peace through tyranny)」とあり、実は彼の目指していたものは、宇宙を自らの支配下に置いた上での平和創造であり、宇宙の覇者となるのはその通過地点でしかないことや『カーロボット』のコンバットロン各員の風呂に関する嗜好など作中で描かれなかった部分がテックスペックに記載されていることもある。逆に、実写映画版スタースクリームの知力のように、メディア作品内での描かれ方とテックスペックの内容とには食い違いもあり、メディア作品と玩具展開では世界観に微妙な差異が存在することが窺える。
アニメ作品よりもコミック作品の方が、テックスペックの内容に忠実な内容で描かれる傾向が強いとも言われる。

## 記載内容
テックスペックの表には、以下の項目が記されている。
- キャラクターのイラスト
- 名前
- 所属陣営・サブグループ
- 役割(Function)
- 性格
- 座右の銘(Motto)日本版にはない。『トランスフォーマーコレクション』付属のキャラクターファイルには、ステッパーやサウンドブラスターなど、日本独自のキャラクターにも設定された。
- 変化
何に変形するか。
- 能力 
特技や変形形態での速度、武器の性能、弱点など。
- スペックチャート
キャラクターの能力値。10段階で表わされるが、数値が2倍なら能力も2倍というわけではないようである。
  - 体力(Strength) カード・書籍によってはパワー、腕力などとも呼ばれている。
  - 知力(Intelligence) 知能と書かれることもある。
  - 速度(Speed) スピードと書かれることもある。
ロボットモードを基準とする。
  - 耐久力(Endurance)
  - 地位(Rank) 階級とも呼ばれている。
マイクロマスターでは代わりに「チームワーク(Teamwork)」。
  - 勇気(Courage)
  - 火力(Firepower)
マイクロマスターでは代わりに「協調性(Co-operation)」。これも日本版にはない。火力(Firepower)のまま 。
  - 技能(Skill) テクニックとも呼ばれている。